# Optiker Bode

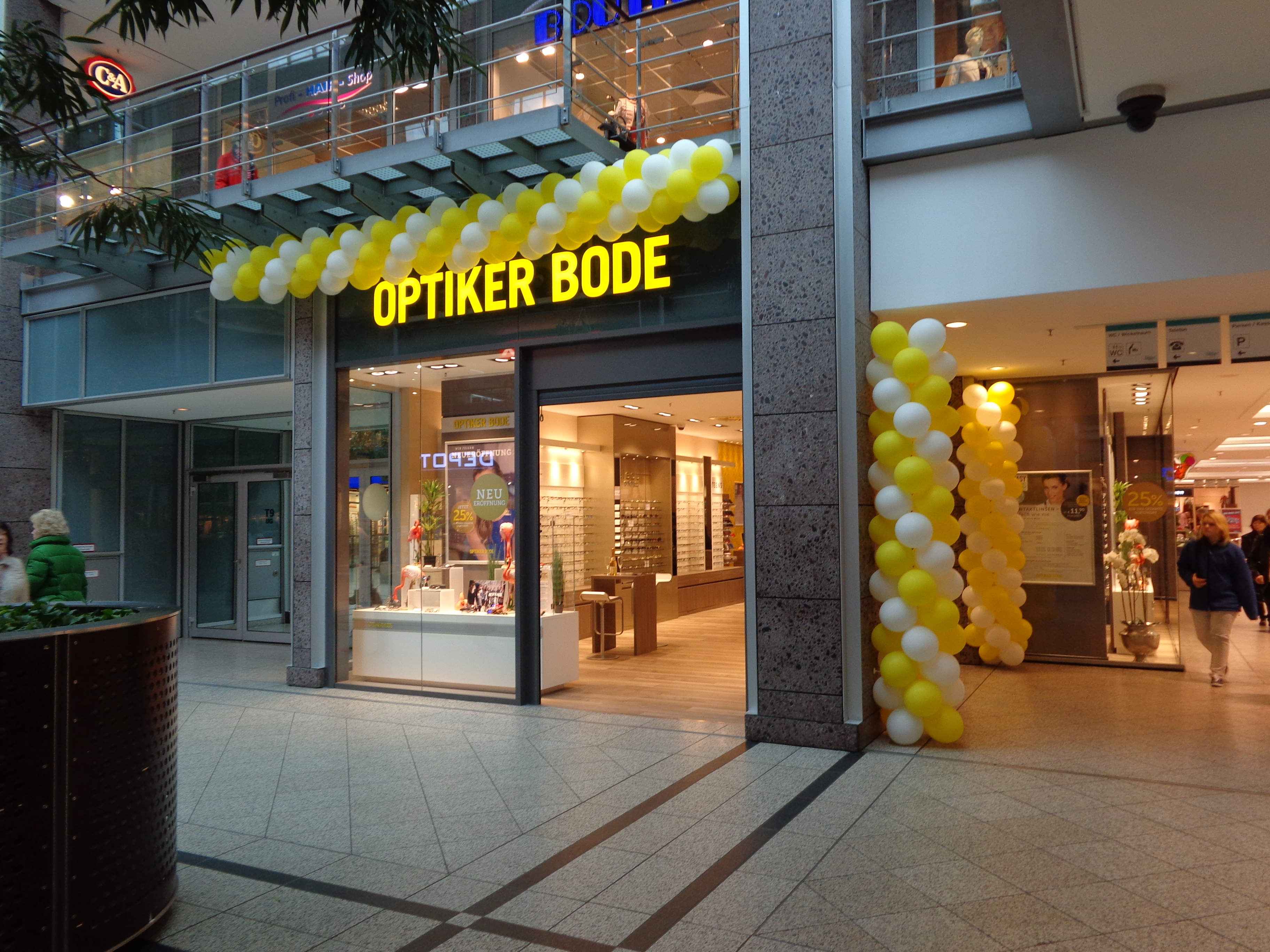
Optiker Bode in Berlin-Köpenick

Logo 2009

Optiker Bode GmbH ist ein in dritter Generation familiengeführtes deutsches Augenoptikunternehmen mit 74 Filialen in Hamburg, Bremen, Schleswig-Holstein, Niedersachsen, Berlin, Brandenburg, Nordrhein-Westfalen und Mecklenburg-Vorpommern. Mit einem Umsatz von 47 Millionen Euro im Jahr 2014 gehört Optiker Bode zu den größeren Anbietern in Deutschland.

## Geschichte
Im Jahr 1938 gründete der Optikermeister Hans Bode ein Optikfachgeschäft in der Hamburger Straße in Hamburg-Barmbek. Das Geschäft wurde im Zweiten Weltkrieg ausgebombt, die Wiedereröffnung geschah bereits 1943 am Sachsentor in Bergedorf. 1946 wurde die zweite Filiale eröffnet. 1954 gründete er die Firmen Hans Bode OHG und Optiker Bode OHG zum Vertrieb von optischen Bedarfsartikeln. 1968 trat sein Sohn Hansgeorg Bode in den Betrieb ein und baute den Laden zu einer Kette mit mehreren Filialen aus.
1981 wurde der Familienbetrieb mit mittlerweile neun Filialen an das amerikanische Unternehmen Pearle Inc. aus Texas verkauft. Der Versuch des amerikanischen Konzerns, in Deutschland Fuß zu fassen, scheiterte. Ende 1983 kaufte Hansgeorg Bode den väterlichen Betrieb zurück und baute das Filialnetz bis 1988 auf zwischenzeitlich 28 Filialen aus. 1996 übernahm Carsten Bode, der Sohn von Hansgeorg und Birgit Bode, das Familienunternehmen als geschäftsführender Gesellschafter. Im Jahr 2000 beschäftigte Optik Bode 350 Mitarbeiter in 69 Filialen, von denen sechs von Franchisenehmern geführt wurden. 2014 arbeiten 450 Beschäftigte in 74 Filialen. Im Jahr 2011 wurde Optiker Bode von der Stiftung Warentest bei einem Test neun großer Augenoptikerketten als einziges Unternehmen mit der Note „gut“ als Testsieger ausgezeichnet. Optiker Bode expandiert weiterhin durch die Übernahme weiterer bislang inhabergeführter Optikerläden. Mittelfristig plant Optiker Bode ein Filialnetz mit rund 100 Filialen. Im März 2021 wurde Optiker Bode mit der Gesamtnote "sehr gut" Testsieger bei einer Bewertung des Deutschen Instituts für Service-Qualität.

### Hörgeräte
1992 übernahm Bode das Akustikunternehmen Axt Wendton mit 19 Hörgerätefachgeschäften. Der Hörgerätezweig mit zuletzt 27 Filialen und 110 Mitarbeitern wurde 2005 an den italienischen Konzern Amplifon verkauft. 2010 wurden unter dem Namen Hörgeräte Bode neue Fachgeschäfte eröffnet.

### Stiftung
Im Jahr 2006 gründete die Unternehmensfamilie gemeinsam eine Stiftung für sozial und finanziell benachteiligte Kinder aus der Metropolregion Hamburg. Zehn Prozent des Unternehmensgewinns fließen in die Stiftung.

## Belege
1. ↑  Pressemitteilung: 75 Jahre Optiker Bode: Prognosen über Wachstum und Branche (optiker-bode.de, Pressemitteilung vom 14. März 2013, abgerufen am 26. Dezember 2015)
2. 1 2  Augenoptik in Zahlen: ZVA Branchenbericht 2014/15 (Memento des Originals vom 13. Juni 2015 im Internet Archive)  Info: Der Archivlink wurde automatisch eingesetzt und noch nicht geprüft. Bitte prüfe Original- und Archivlink gemäß Anleitung und entferne dann diesen Hinweis., Zentralverband der Augenoptiker und Optometristen, PDF, S. 4.
3. ↑  Ranking der größten Augenoptiker in Deutschland nach Netto-Umsatz in den Jahren 2009 bis 2014, Statista, abgerufen am 24. Dezember 2015
4. ↑  Pressemitteilung: Die größten Filialisten in der Augenoptik: Optiker Bode auf Platz 4 (optiker-bode.de, Pressemitteilung vom 6. Mai 2014, abgerufen am 26. Dezember 2015)
5. 1 2 3 4 5 6  Hansgeorg Bode: Der Optiker mit Blick für Marktlücken (abendblatt.de vom 30. November 2011, abgerufen am 2. Januar 2016)
6. ↑  Familienunternehmen: Meilensteine unserer Unternehmensgeschichte, Unternehmens-Website
7. 1 2  Peter Michael Wolf: Der Erfolg kam nach dem Rückkauf der eigenen Firma, Die Welt, 17. Juli 2000
8. ↑  Optiker: Spröde Atmosphäre, Der Spiegel, 22. November 1993
9. ↑  Optiker Bode kauft zurück, Der Spiegel, 9. Januar 1984
10. ↑  Optiker Bode präsentiert Trends (weser-kurier vom 23. August 2015, abgerufen am 26. Dezember 2015)
11. ↑  Stiftung Warentest: Augenoptiker - Nur einer wirklich gut - Stiftung Warentest. 28. Juli 2011, abgerufen am 31. März 2021.
12. ↑  Optiker Bode übernimmt das Traditionsgeschäft „Obenaus“. berliner-woche.de, 7. Oktober 2014, abgerufen am 3. Januar 2016
13. ↑  Optiker Bode ist umgezogen: Die neuen Räume werden von den Kunden gut angenommen. (Memento des Originals vom 3. Januar 2016 im Internet Archive)  Info: Der Archivlink wurde automatisch eingesetzt und noch nicht geprüft. Bitte prüfe Original- und Archivlink gemäß Anleitung und entferne dann diesen Hinweis. zeitungen.boyens-medien.de, 30. Januar 2015, abgerufen am 3. Januar 2016
14. ↑  Optiker Bode – Wachstumspläne zum 75. Firmenjubiläum. der-augenoptiker.de, 27. März 2013, abgerufen am 3. Januar 2016
15. ↑  Servicestudie Augenoptiker. Abgerufen am 15. März 2021.
16. 1 2  Michael Schneider: Neustart eines Qualitätsfanatikers, Die Welt (Wirtschaft), 25. Mai 2010
17. ↑  Daniela Stürmlinger: Optiker Bode will wachsen – auch in Hamburg. Die Welt (Lokalredaktion Hamburg), 14. März 2013